# Чхунчхон-Намдо
Чхунчхо́н-Намдо́, Чхунчхо́н-намдо́, или Чхунчхоннам-до (кор. 충청남도) — провинция на западе Республики Корея. Административный центр — уезд Хонсон.

## История
Провинция была сформирована в 1896 году из юго-западной части провинции Чхунчхондо.

## География
Провинция является частью региона Хосо, с запада омывается Жёлтым морем, на севере граничит с провинцией Кёнгидо, на юге с провинцией Чолла-Пукто, на востоке с провинцией Чхунчхон-Пукто.

## Административное деление
Чхунчхон-Намдо поделена на 8 городов («си») и 7 уездов («кун»). Далее дан их полный список с названиями на хангыле и ханчче.

### Города
- Асан (아산시, 牙山市)
- Керён (계룡시, 鷄龍市)
- Конджу (공주시, 公州市)
- Нонсан (논산시, 論山市)
- Порён (보령시, 保寧市)
- Сосан (서산시, 瑞山市)
- Танджин (당진시, 唐津市)
- Чхонан (천안시, 天安市)

### Уезды
- Йесан (예산군, 禮山郡)
- Кымсан (금산군, 錦山郡)
- Пуё (부여군, 扶餘郡)
- Сочхон (서천군, 舒川郡)
- Тхэан (태안군, 泰安郡)
- Хонсон (홍성군, 洪城郡)
- Чхонъян (청양군, 青陽郡)

## Экономика и ресурсы
Человеком освоена треть территории провинции. Важнейшие отрасли — сельское хозяйство и рыболовство. Около 220 квадратных километра прибрежной полосы используется для производства соли. Полезные ископаемые включают каменный уголь, золото, серебро, редкоземельные металлы торий и цирконий.
В последнее время стало бурно развиваться высокотехнологичное производство. На территории провинции было построено несколько технопарков. Благодаря этому объём экспорта из провинции в период с 2001 до 2005 годов вырос со 116 млн долларов до 335 млн долларов.

## Достопримечательности
На высоте 845 метров, Гора Керён расположен национальный парк, известный своими уникальными скалами. В парке расположено множество буддистских храмов. В 1978 открылся Национальный Морской Парк Тхэана. Он включает некоторые из лучших в стране пляжей.

## Символы
- Цветок: хризантема.
- Птица: мандариновая утка.
- Дерево: ива.
- Маскоты: черепашки Гыдори и Гыйоми.